# Lomographa orientalis

Lomographa orientalis är en fjärilsart som beskrevs av Otto Staudinger 1892. Lomographa orientalis ingår i släktet Lomographa och familjen mätare. Inga underarter finns listade i Catalogue of Life.